# 数码宝贝大冒险V驯兽师01
《数码宝贝大冒险V驯兽师01》，数码宝贝系列漫画作品，《V Jump》于1999年1月号（1998年11月21日发售）至2003年10月号（2003年8月21日发售）连载，单行本9卷，正篇58话，特别篇4话（分别收录于单行本第3、4、7、8卷）。原作为井泽宽，漫画为薮野展也，监修为本乡昭由。2015年8月21日起，陆续登陆集英社官网、S-MANGA、乐天Kobo、Google Play、Apple Books、Kindle、ebookjapan、FOD、U-NEXT等线上平台发售电子书版。
《V Jump》于2020年7月号（2020年5月21日发售）刊载了《数码宝贝大冒险V驯兽师01》与《数码宝贝大冒险：》联动的特别单篇《数码宝贝大冒险V驯兽师01 ～新的勇气～》，全1话（单篇），仅收录于《数码宝贝大冒险V驯兽师01》电子书版第9卷，无实体单行本。漫画《数码宝贝大冒险V驯兽师01》主人公八神太一与动画《数码宝贝大冒险：》主人公八神太一共演，时间线发生在《V驯兽师01》（1999年）一年后的2000年，世界观发生在《V驯兽师01》的数码世界。原作为井泽宽，漫画为薮野展也，监修为本乡昭由

## 剧情
培育没有被携带机程序化的数码兽V龙兽（斯路玛鲁）的八神太一，因为神圣天使城的城主神圣天使兽而被召唤到了数码世界中的文件夹大陆。在那里由于企图复活超究极体的魔神兽，和平受到了威胁。为了粉碎魔神兽的野心，必须要收集分散在大陆各地的V驯兽师吊坠。这样，太一与斯路就开始了一场100%组合的冒险之旅。

## 概要
1998年11月21日，《C'mon数码宝贝》的两位作者井泽寬和薮野展也以这部漫画重新出发，使用系列原案本乡昭由的概念设定，于动画《数码宝贝大冒险》放映数月前开始连载，此后5年一直在连载的作品，并持续关联着不断推陈出新的数码兽。在跨媒体展开的数码宝贝系列中，作为本作的特征，一部分数码兽，附有除了种族名之外即使进化也不会改变的固有名字，与进化退化激烈的动画所不同，基本上不会随时进化或退化（一部分例外），这点十分接近数码兽本来的设定。
前15话为彩色印刷，从第3卷开始变成了只有扉页彩绘本篇黑白色。标题“V驯兽师01”中的1代表太一，0代表其搭档斯路。本作于2003年8月21日连载结束，完结纪念时，发行了3个超究极体数码兽的限定卡牌作为礼物。

## 登场角色

### 驯兽师
八神太一（Yagami Taichi）
本作主人公，1988年出生，11岁，小学五年级学生。因神圣天使城的城主神圣天使兽的召唤来到数码世界，与搭档数码兽V龙兽（斯路玛鲁）一起阻止阿卡迪兽的复活。在现实世界持有数码怪兽（Digital Monster）以及在数码世界持有数码器01（Digivice 01），标志性的护目镜是其祖父的已病故飞行员好友遗物。
彩羽尼奥（Saiba Neo）
生日1月8日，13岁，D-1大奖赛冠军，彩羽麗兒的哥哥，因麗兒的交通意外事故而无法行走，从而产生了对现实世界的不满，更因此想使数码世界成为没有意外的理想国度。正因他那既为了麗兒的心以及破坏数码世界的欲望，所以被魔神兽召唤而来，同时也想利用魔神兽使阿卡迪兽复活。其偏激的想法最终在与太一的决战中被麗兒纠正了。在现实世界持有数码怪兽（Digital Monster）和数码兽摇摆机（Digimon Pendulum）以及在数码世界持有一对数码器01。
藤本秀人（Fujimoto Hideto）
生日8月19日，13岁，分身Ⅲ（Alias Ⅲ）成员之一，彩羽尼奥在现实世界的同学兼朋友。一直认为彩羽麗兒的交通意外事故是因他而起，且深感自责，因此答应协助尼奥来「赎罪」，并加入尼奥的Alias Ⅲ企图通过改变数码世界来治好麗兒。而与太一的一战，使得他明白正义并不是通过改造数码世界而实现，于是站在了太一阵营。在现实世界持有两个数码兽摇摆机以及在数码世界持有一对数码器01，搭档数码兽是战斗暴龙兽（战龙）和钢铁加鲁鲁兽（钢狼），可合体为奥米加兽。
彩羽麗兒（Saiba Rei）
生日5月28日，11岁，彩羽尼奥的妹妹，藤本秀人在现实世界的朋友，在现实世界中因交通意外事故而无法行走，但却一直很乐观。因为尼奥将究极体召唤出来，使两个世界发生扭曲，因而来到数码世界。在数码世界虽然能够走动，但是双脚确没有知觉。在知道尼奥想征服数码世界后，希望阻止尼奥的野心。无搭档数码兽。
豪德寺瑪莉（Goutokuji Mary）
生日10月25日，14岁，分身Ⅲ（Alias Ⅲ）成员之一，是一名网络偶像，一心想做数码世界女王的开朗少女，虽然擅长计谋，但是本性不坏，只是想受到更做注目而已，于是加入了Alias Ⅲ。持有数码器01，搭档数码兽是蔷薇兽。
西格玛（Sigma）
生日2月4日，13岁，分身Ⅲ（Alias Ⅲ）成员之一，性格内向，因此在学校里没什么朋友。在被同学欺骗后，开始变得不信任他人，后来沉迷于网络，通过电子邮件认识了彩羽尼奥并加入Alias Ⅲ，常以面具示人，并通过键盘和领子的扬声器进行对话。持有数码器01，搭档数码兽是小丑兽（小丑皇）。

### 角色关系
| 驯兽师                 | 数码兽 | 驯兽师                              | 数码兽 | 敌方 | 穿越者                                                             | 数码兽                                                             |
| ---------------------- | --- | ----------------------------------- | --- | --- | ------------------------------------------------------------------ | ------------------------------------------------------------------ |
| 八神太一 Yagami Taichi | 黑球兽 Botamon ↓ 亚古兽 Agumon ↓ V龙兽（斯路玛鲁） V-dramon（Zero Maru） （BUG） ↓ 天翔V龙兽 Aero V-dramon ↓ 究极V龙兽 Ulforce V-dramon ↓ 究极V龙兽 未来形态 Ulforce V-dramon Future Mode | 彩羽尼奥 Saiba Neo                  | 恶魔兽 Devimon + 恶鬼兽 Orgemon ↓ 骷髅撒旦兽 Skull Satamon | 彩羽尼奥 Saiba Neo （自称人类以上的存在） （前期&中期） | 本宮大輔 Motomiya Daisuke                                          | V仔兽 V-mon ↓ XV-mon                                               |
| 八神太一 Yagami Taichi | 黑球兽 Botamon ↓ 亚古兽 Agumon ↓ V龙兽（斯路玛鲁） V-dramon（Zero Maru） （BUG） ↓ 天翔V龙兽 Aero V-dramon ↓ 究极V龙兽 Ulforce V-dramon ↓ 究极V龙兽 未来形态 Ulforce V-dramon Future Mode | 彩羽尼奥 Saiba Neo                  | 暴龙兽 Greymon ↓ 机械暴龙兽 Metal Greymon | 彩羽尼奥 Saiba Neo （自称人类以上的存在） （前期&中期） | 本宮大輔 Motomiya Daisuke                                          | V仔兽 V-mon ↓ 烈焰龙兽 Fladramon                                   |
| 八神太一 Yagami Taichi | 黑球兽 Botamon ↓ 亚古兽 Agumon ↓ V龙兽（斯路玛鲁） V-dramon（Zero Maru） （BUG） ↓ 天翔V龙兽 Aero V-dramon ↓ 究极V龙兽 Ulforce V-dramon ↓ 究极V龙兽 未来形态 Ulforce V-dramon Future Mode | 彩羽尼奥 Saiba Neo                  | 蛇鸡兽 Cockatrimon + 锹形虫兽 Kuwagamon ↓ 百万龙兽 Megadramon + 树灵兽 Jyureimon ↓ 死亡兽 Deathmon | 彩羽尼奥 Saiba Neo （自称人类以上的存在） （前期&中期） | 本宮大輔 Motomiya Daisuke                                          | V仔兽 V-mon ↓ 闪电龙兽 Lighdramon                                  |
| 八神太一 Yagami Taichi | 黑球兽 Botamon ↓ 亚古兽 Agumon ↓ V龙兽（斯路玛鲁） V-dramon（Zero Maru） （BUG） ↓ 天翔V龙兽 Aero V-dramon ↓ 究极V龙兽 Ulforce V-dramon ↓ 究极V龙兽 未来形态 Ulforce V-dramon Future Mode | 彩羽尼奥 Saiba Neo                  | 阿卡迪兽 幼年期 Arkadimon Baby ↓ 阿卡迪兽 成长期 Arkadimon Child ↓ 阿卡迪兽 成熟期 Arkadimon Adult ↓ 阿卡迪兽 完全体 Arkadimon Perfect ↓ 阿卡迪兽 究极体 Arkadimon Ultimate ↓ 阿卡迪兽 超究极体 Arkadimon Super Ultimate | 彩羽尼奥 Saiba Neo （自称人类以上的存在） （前期&中期） | 本宮大輔 Motomiya Daisuke                                          | V仔兽 V-mon ↓ 玛格纳兽 Magnamon                                    |
| 彩羽麗兒 Saiba Rei     | （无数码兽搭档） | 藤本秀人 Fujimoto Hideto （分身Ⅲ）  | 战斗暴龙兽（战龙） War Greymon（Warg） + 钢铁加鲁鲁兽（钢狼） Metal Garurumon（Melga） ↓ 奥米加兽 Omegamon | 阿卡迪兽 幼年期 Arkadimon Baby ↓ 阿卡迪兽 成长期 Arkadimon Child ↓ 阿卡迪兽 成熟期 Arkadimon Adult ↓ 阿卡迪兽 完全体 Arkadimon Perfect ↓ 阿卡迪兽 究极体 Arkadimon Ultimate ↓ 阿卡迪兽 超究极体 Arkadimon Super Ultimate （中期&后期） | 神原拓也 Kanbara Takuya ↓ 阿耆尼兽 Agnimon ↓↑ 布利陀罗兽 Vritramon | 神原拓也 Kanbara Takuya ↓ 阿耆尼兽 Agnimon ↓↑ 布利陀罗兽 Vritramon |
| 彩羽麗兒 Saiba Rei     | （无数码兽搭档） | 藤本秀人 Fujimoto Hideto （分身Ⅲ）  | 战斗暴龙兽（战龙） War Greymon（Warg） + 钢铁加鲁鲁兽（钢狼） Metal Garurumon（Melga） ↓ 奥米加兽 Omegamon | 阿卡迪兽 幼年期 Arkadimon Baby ↓ 阿卡迪兽 成长期 Arkadimon Child ↓ 阿卡迪兽 成熟期 Arkadimon Adult ↓ 阿卡迪兽 完全体 Arkadimon Perfect ↓ 阿卡迪兽 究极体 Arkadimon Ultimate ↓ 阿卡迪兽 超究极体 Arkadimon Super Ultimate （中期&后期） | 秋山遼 Akiyama Ryou （传说中的驯兽师）                             | 单角龙兽 Monodramon                                                |
| 西格玛 Sigma （分身Ⅲ） | 小丑兽（小丑皇） Piemon | 豪德寺瑪莉 Goutokuji Mary （分身Ⅲ） | 蔷薇兽 Rosemon | 魔神兽 Demon ↓ 魔神兽 超究极体 Demon Super Ultimate （后期） | 八神太一 Yagami Taichi                           | 亚古兽 Agumon ↓ 暴龙兽 Greymon                                     |
| 西格玛 Sigma （分身Ⅲ） | 小丑兽（小丑皇） Piemon | 豪德寺瑪莉 Goutokuji Mary （分身Ⅲ） | 蔷薇兽 Rosemon | 魔神兽 Demon ↓ 魔神兽 超究极体 Demon Super Ultimate （后期） | 八神太一 Yagami Taichi                           | 亚古兽 Agumon ↓ 战斗暴龙兽 War Greymon                             |

## 特别用语
文件夹大陆（Folder Continent）
是数码世界中存在的一座虚构的大陆，形状类似澳洲大陆的构造，方位基本位于文件岛（File Island）的西北方向，大陆四周环网络之海（Net Ocean）。文件夹大陆分布着神圣天使城（Holy Angel Castle）、龙之谷（Dragon's Valley）、网浪村（Netsurf Village）、救星海湾（Sabers Bay）、恶梦城（Nightmare Castle）、星都（Star City）、金属工厂（Metal Factory）、医院镇（Hospitown）、天空树（Tree）、魔神兽城 （Demon Castle）等。
古代种（Ancient Species）
数码世界的时间流逝非常快，现实世界的一年相当于数码世界的数千年、数万年。数码世界诞生初期被称为「古代数码世界时期」，而在这一时期繁荣的数码兽们被称为「古代种」。由于环境的调整和一次汇集太多信息带来的影响，经历了混沌的时期，发生了相位偏移和数据消失，从而导致众多大陆和数码兽消失，也是古代种数码兽灭绝的原因。现代数码世界现代种约占九成，仅有很好地继承了古代种数据的「后裔」生存着。不过，在现代种数码兽当中也有部分身体残留有古代种遗传基因数据，他们蕴藏着与「后裔」同等的力量。
改写（Overwrite）
即改写数据的能力。古代种数码兽与现代种相比潜在能力上更强，感情起伏也更激昂，「改写」比现代种更粗暴，因此寿命极短。当然进化的幅度也狭窄，很多数码兽无法向成长期、成熟期以上进化。古代种完全体、究极体数码兽更被认为是虚幻的存在。
超究极体（Super Ultimate）
作为等级，究极体是最上位，但存在着「拥有超越究极体力量」的个体存在，是普通数码兽无论怎样进化都不可能达到的最高领域，超究极体存在本身拥有撼动和破坏数码世界生态系统平衡的力量。

## 重要代表物件
数码怪兽（Digital Monster）
八神太一和彩羽尼奥在现实世界持有的携带机。详见主条目：携带机。
数码兽摇摆机（Digimon Pendulum）
彩羽尼奥和藤本秀人在现实世界持有的携带机，其中藤本秀人持有两台。详见主条目：携带机。
数码器01（Digivice 01）
八神太一、彩羽尼奥、藤本秀人、豪德寺玛丽、西格玛在现实世界持有的携带机，其中彩羽尼奥和藤本秀人分别持有两台。可以用来向任何数码兽发送命令。当指向某一数码兽时，可以用来扫描其数据和查看其资料（阿卡迪兽例外）。可以将各种对象转换为数据（如食物或草药），并直接上传给数码兽食用。当两台使用时，驯兽师可将其两体及以上数码兽无限次数的进行「合步」（Jogress）或「分裂」（Partition）。
V驯兽师吊坠（V-Tamer Tag）
很久以前，魔神兽城 （Demon Castle）是统治数码世界造物神所居住的地方，因不喜欢人类的干涉并设下封印禁止人类通往。现在虽然神不在了，但封印犹存，且魔神兽住在里面。同时为防止出现仅靠数码兽自身无法解决的危机，神将「大地」、「蒼海」、「幻夢」、「鋼帝」、「天空」五种V驯兽师吊坠分布在文件夹大陆（Folder Continent）五个区域，数码兽无法直接接触吊坠，驯兽师集齐五种吊坠才能解除通往魔神兽城的封印，吊坠也是V驯兽师的证明。
数码精神（Digimental）
存在于数码世界的超物质，是拥有可怕力量的结晶体，可把数码兽的理性和知性引致无限的纯能量，驯兽师通过数码精神能将数码兽隐藏的进化变为可能，激发数码兽进化至超究极体。

## 作品中出现的实物和地名

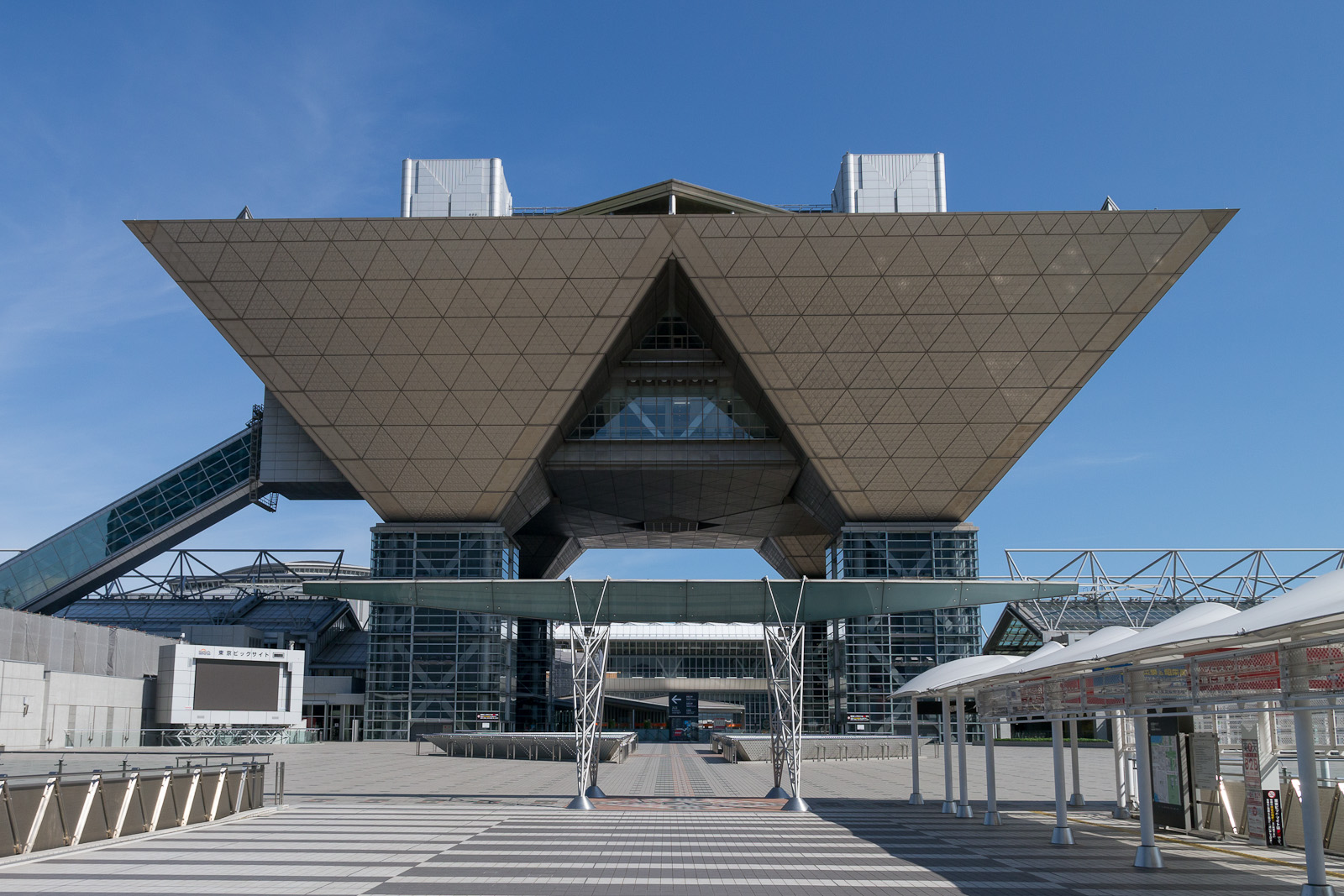
东京国际展示场

- 东京国际展示场：数码世界文件夹大陆的神圣天使城（ホーリーエンジェル城）原型，现实世界中D-1大奖赛举办场所
- 澳洲大陸：文件夹大陆（フォルダ大陸）是数码世界中存在的一座虚构的大陆，形状类似澳洲大陆的构造
- 御台场：现实世界主要取景地
- 御台場五番街4号棟（お台場五番街4号棟）：八神太一一家人所居住的公寓楼

## 各话列表
| 话数                                                                    | 日文标题                                                           | 中文标题                                                           | 连载时间                                                           | 连载刊号                                                           | 客串                                                               |
| 第一卷 100%的驯兽师！！（1999年12月8日发售）（ISBN 4-08-806017-2）      | 第一卷 100%的驯兽师！！（1999年12月8日发售）（ISBN 4-08-806017-2） | 第一卷 100%的驯兽师！！（1999年12月8日发售）（ISBN 4-08-806017-2） | 第一卷 100%的驯兽师！！（1999年12月8日发售）（ISBN 4-08-806017-2） | 第一卷 100%的驯兽师！！（1999年12月8日发售）（ISBN 4-08-806017-2） | 第一卷 100%的驯兽师！！（1999年12月8日发售）（ISBN 4-08-806017-2） |
| ----------------------------------------------------------------------- | ------------------------------------------------------------------ | ------------------------------------------------------------------ | ------------------------------------------------------------------ | ------------------------------------------------------------------ | ------------------------------------------------------------------ |
| 1                                                                       |                                                                    | 100%的驯兽师！！之卷                                               | 1998年11月21日                                                     | VJump 1999年1月号                                                  | 城崎慎一郎                                                         |
| 2                                                                       |                                                                    | 逆转组合之卷                                                       | 1998年12月18日                                                     | VJump 1999年2月号                                                  | 不適用                                                             |
| 3                                                                       |                                                                    | 文件夹大陆战记之卷                                                 | 1999年1月21日                                                      | VJump 1999年3月号                                                  | 不適用                                                             |
| 4                                                                       |                                                                    | 五个试练！！之卷                                                   | 1999年2月20日                                                      | VJump 1999年4月号                                                  | 不適用                                                             |
| 5                                                                       |                                                                    | 干劲100%！之卷                                                     | 1999年3月20日                                                      | VJump 1999年5月号                                                  | 不適用                                                             |
| 6                                                                       |                                                                    | 完全体的威胁！之卷                                                 | 1999年4月21日                                                      | VJump 1999年6月号                                                  | 不適用                                                             |
| 7                                                                       |                                                                    | 胜利的理由……之卷                                                   | 1999年5月21日                                                      | VJump 1999年7月号                                                  | 不適用                                                             |
| 8                                                                       |                                                                    | 燃烧的特训！！之卷                                                 | 1999年6月21日                                                      | VJump 1999年8月号                                                  | 不適用                                                             |
| 9                                                                       |                                                                    | 新的力量“数码器01”之卷                                             | 1999年7月21日                                                      | VJump 1999年9月号                                                  | 不適用                                                             |
| 10                                                                      |                                                                    | 深海救星之卷                                                       | 1999年8月21日                                                      | VJump 1999年10月号                                                 | 不適用                                                             |
| 第二卷 另一个驯兽师（2000年6月7日发售）（ISBN 4-08-806019-9）           |                                                                    |                                                                    |                                                                    |                                                                    |                                                                    |
| C'mon                                                                   | C'monデジモン：The capering monster BUN                            | C'mon數碼：跃动的怪兽 巴恩                                         | 1997年9月28日                                                      | 赤丸Jump 1997年夏号                                                | 不適用                                                             |
| 11                                                                      |                                                                    | 组合决裂之卷                                                       | 1999年9月21日                                                      | VJump 1999年11月号                                                 | 不適用                                                             |
| 12                                                                      |                                                                    | 恶梦的战斗之卷                                                     | 1999年10月21日                                                     | VJump 1999年12月号                                                 | 不適用                                                             |
| 13                                                                      |                                                                    | 复活！组合之卷                                                     | 1999年11月21日                                                     | VJump 2000年1月号                                                  | 不適用                                                             |
| 14                                                                      |                                                                    | 激战！！明星的战斗！！之卷                                         | 1999年12月21日                                                     | VJump 2000年2月号                                                  | 不適用                                                             |
| 15                                                                      |                                                                    | 另一个驯兽师之卷                                                   | 2000年1月21日                                                      | VJump 2000年3月号                                                  | 不適用                                                             |
| 16                                                                      |                                                                    | 驯兽师的战斗！！之卷                                               | 2000年2月21日                                                      | VJump 2000年4月号                                                  | 不適用                                                             |
| 17                                                                      |                                                                    | 愤怒的限界爆裂！！之卷                                             | 2000年3月21日                                                      | VJump 2000年5月号                                                  | 不適用                                                             |
| 第三卷 Butter-Fly（2001年3月7日发售）（ISBN 4-08-806021-0）             |                                                                    |                                                                    |                                                                    |                                                                    |                                                                    |
| SP1                                                                     | EPISODE★UNE                                                        | 外传EPISODE★UNE                                                    | 1999年12月10日                                                     | e-Jump 2000年1月18日增刊                                           | 不適用                                                             |
| 18                                                                      |                                                                    | 走向未来的可能性之卷                                               | 2000年4月21日                                                      | VJump 2000年6月号                                                  | 不適用                                                             |
| 19                                                                      |                                                                    | 护目镜……之卷                                                       | 2000年5月21日                                                      | VJump 2000年7月号                                                  | 不適用                                                             |
| 20                                                                      |                                                                    | 天空树上的战斗之卷                                                 | 2000年6月21日                                                      | VJump 2000年8月号                                                  | 不適用                                                             |
| 21                                                                      |                                                                    | 绝体X绝命！究极体出现！！之卷                                               | 2000年7月21日                                                      | VJump 2000年9月号                                                  | 不適用                                                             |
| 22                                                                      |                                                                    | Butter-Fly之卷                                                     | 2000年8月21日                                                      | VJump 2000年10月号                                                 | 不適用                                                             |
| 23                                                                      |                                                                    | 巨翼之卷                                                           | 2000年9月21日                                                      | VJump 2000年11月号                                                 | 不適用                                                             |
| 24                                                                      |                                                                    | 之卷                                                               | 2000年10月21日                                                     | VJump 2000年12月号                                                 | 不適用                                                             |
| 第四卷 尼奥进击！！（2001年6月9日发售）（ISBN 4-08-806022-9）           |                                                                    |                                                                    |                                                                    |                                                                    |                                                                    |
| 25                                                                      |                                                                    | 分身1・西格玛之卷                                                  | 2000年11月21日                                                     | VJump 2001年1月号                                                  | 不適用                                                             |
| 26                                                                      |                                                                    | 面具广场的攻防之卷                                                 | 2000年12月21日                                                     | VJump 2001年2月号                                                  | 不適用                                                             |
| SP2                                                                     |                                                                    | 驯兽师！！超时空大战！！                                           | 2001年1月15日                                                      | 數碼完整版指南                                                     | 本宫大辅                                                           |
| 27                                                                      |                                                                    | 尼奥进击！！！之卷                                                 | 2001年1月21日                                                      | VJump 2001年3月号                                                  | 不適用                                                             |
| 28                                                                      |                                                                    | 分身2・玛丽之卷                                                    | 2001年2月21日                                                      | VJump 2001年4月号                                                  | 不適用                                                             |
| 第五卷 传说中的力量 数码精神（2001年11月2日发售）（ISBN 4-08-806024-5） |                                                                    |                                                                    |                                                                    |                                                                    |                                                                    |
| 29                                                                      |                                                                    | 雷欧激昂之卷                                                           | 2001年3月21日                                                      | VJump 2001年5月号                                                  | 不適用                                                             |
| 30                                                                      |                                                                    | 圣战之卷                                                           | 2001年4月21日                                                      | VJump 2001年6月号                                                  | 不適用                                                             |
| 31                                                                      |                                                                    | 传说中的力量 数码精神之卷                                          | 2001年5月21日                                                      | VJump 2001年7月号                                                  | 不適用                                                             |
| 32                                                                      |                                                                    | 分身3・秀人之卷                                                    | 2001年6月21日                                                      | VJump 2001年8月号                                                  | 不適用                                                             |
| 33                                                                      |                                                                    | 深思熟虑之卷                                                       | 2001年7月21日                                                      | VJump 2001年9月号                                                  | 不適用                                                             |
| 34                                                                      |                                                                    | VS奥米加兽①死或生之卷                                              | 2001年8月21日                                                      | VJump 2001年10月号                                                 | 不適用                                                             |
| 第六卷 VS奥米加兽（2002年7月4日发售）（ISBN 4-08-806025-3）             |                                                                    |                                                                    |                                                                    |                                                                    |                                                                    |
| 35                                                                      |                                                                    | VS奥米加兽②正义                                                    | 2001年9月21日                                                      | VJump 2001年11月号                                                 | 不適用                                                             |
| 36                                                                      |                                                                    | VS奥米加兽③战斗的理由                                              | 2001年10月21日                                                     | VJump 2001年12月号                                                 | 不適用                                                             |
| 37                                                                      |                                                                    | VS奥米加兽④幻龙冲击                                                | 2001年11月21日                                                     | VJump 2002年1月号                                                  | 不適用                                                             |
| 38                                                                      |                                                                    | 激震！魔神兽城！！                                                 | 2001年12月21日                                                     | VJump 2001年2月号                                                  | 不適用                                                             |
| 39                                                                      |                                                                    | 尼奥VS分身Ⅲ                                                        | 2002年1月21日                                                      | VJump 2002年3月号                                                  | 不適用                                                             |
| 40                                                                      |                                                                    | 奥米加兽VS阿卡迪兽                                                 | 2002年2月21日                                                      | VJump 2002年4月号                                                  | 不適用                                                             |
| 第七卷 前往魔神兽城（2002年12月4日发售）（ISBN 4-08-806028-8）          |                                                                    |                                                                    |                                                                    |                                                                    |                                                                    |
| 41                                                                      |                                                                    |                                                                    | 2002年3月21日                                                      | VJump 2002年5月号                                                  | 不適用                                                             |
| 42                                                                      |                                                                    | 零丸复活！！！                                                         | 2002年4月21日                                                      | VJump 2002年6月号                                                  | 不適用                                                             |
| 43                                                                      | HOPE ON                                                            | 希望                                                               | 2002年5月21日                                                      | VJump 2002年7月号                                                  | 不適用                                                             |
| 44                                                                      |                                                                    |                                                                    | 2002年6月21日                                                      | VJump 2002年8月号                                                  | 不適用                                                             |
| 45                                                                      |                                                                    | 前往魔神兽城                                                       | 2002年7月19日                                                      | VJump 2002年9月号                                                  | 不適用                                                             |
| SP3                                                                     |                                                                    | 最前线 世代                                                        | 2002年7月19日                                                      | VJump 2002年9月超特大号附录②                                       | 神原拓也                                                           |
| 第八卷 结合在一起的勇气（2003年4月4日发售）（ISBN 4-08-806030-X）       |                                                                    |                                                                    |                                                                    |                                                                    |                                                                    |
| SP4                                                                     |                                                                    | 热血！！角色大战！！！                                             | 2001年12月14日                                                     | WonderSwan彻底攻略                                                 | 秋山辽                                                             |
| 46                                                                      |                                                                    | 激突！！                                                           | 2002年8月21日                                                      | VJump 2002年10月号                                                 | 不適用                                                             |
| 47                                                                      |                                                                    | 希望与绝望                                                         | 2002年9月21日                                                      | VJump 2002年11月号                                                 | 不適用                                                             |
| 48                                                                      | DELETE                                                             | 删除                                                               | 2002年10月21日                                                     | VJump 2002年12月号                                                 | 不適用                                                             |
| 49                                                                      |                                                                    | 点矩阵                                                             | 2002年11月21日                                                     | VJump 2003年1月号                                                  | 不適用                                                             |
| 50                                                                      |                                                                    | 结合在一起的勇气                                                   | 2002年12月21日                                                     | VJump 2003年2月号                                                  | 不適用                                                             |
| 51                                                                      |                                                                    | 光                                                                 | 2003年1月21日                                                      | VJump 2003年3月号                                                  | 不適用                                                             |
| 第九卷 圣光Ulforce（2003年11月4日发售）（ISBN 4-08-806032-6）           |                                                                    |                                                                    |                                                                    |                                                                    |                                                                    |
| 52                                                                      |                                                                    | 组合必胜                                                           | 2003年2月21日                                                      | VJump 2003年4月号                                                  | 不適用                                                             |
| 53                                                                      |                                                                    | 超究极体现身                                                       | 2003年3月21日                                                      | VJump 2003年5月号                                                  | 不適用                                                             |
| 54                                                                      |                                                                    | 圣光Ulforce                                                        | 2003年4月21日                                                      | VJump 2003年6月号                                                  | 不適用                                                             |
| 55                                                                      |                                                                    | 真相                                                               | 2003年5月21日                                                      | VJump 2003年7月号                                                  | 不適用                                                             |
| 56                                                                      |                                                                    | 黑暗病毒                                                           | 2003年6月21日                                                      | VJump 2003年8月号                                                  | 不適用                                                             |
| 57                                                                      | FUTURE                                                             | 未来                                                               | 2003年7月21日                                                      | VJump 2003年9月号                                                  | 不適用                                                             |
| 58                                                                      |                                                                    | 谢谢！！                                                           | 2003年8月21日                                                      | VJump 2003年10月号                                                 | 不適用                                                             |
| SP5                                                                     |                                                                    | ～新的勇气～                                                       | 2020年5月21日                                                      | VJump 2020年7月号                                                  | 八神太一                                                           |

## 出版书籍
| 卷数 | 日文标题   | 中文标题                  | 中文标题           | 发售时间      | 发售时间      | ISBN               | ISBN                   |
| 卷数 | 日文标题   | 青文出版社                | 创艺出版社         | 集英社        | 青文出版社    | 集英社             | 青文出版社             |
| ---- | ---------- | ------------------------- | ------------------ | ------------- | ------------- | ------------------ | ---------------------- |
| 1    |            | 100%的訓練師！！          | 100%的训练师！！   | 1999年12月8日 | 2001年12月1日 | ISBN 4-08-806017-2 | ISBN 978-957-509-018-0 |
| 2    |            | 另一個訓練師！            | 另一个训练师       | 2000年6月7日  | 2002年5月1日  | ISBN 4-08-806019-9 | ISBN 978-957-509-160-6 |
| 3    | Butter-Fly | Butter-Fly                | Butter-Fly         | 2001年3月7日  | 2002年8月1日  | ISBN 4-08-806021-0 | ISBN 978-957-509-262-7 |
| 4    |            | 尼歐大反攻！！            | 里奥出击！！       | 2001年6月9日  | 2003年1月1日  | ISBN 4-08-806022-9 | ISBN 978-957-509-455-3 |
| 5    |            | 傳說中的力量 數碼元素！！ | 传说的力量，电波蛋 | 2001年11月2日 | 2003年7月1日  | ISBN 4-08-806024-5 | ISBN 978-957-509-572-7 |
| 6    |            | VS奧米加獸                | VS奥麦加兽         | 2002年7月4日  | 2003年8月1日  | ISBN 4-08-806025-3 | ISBN 978-957-509-595-6 |
| 7    |            | 前往究極魔獸城            | 前往魔皇城         | 2002年12月4日 | 2003年10月1日 | ISBN 4-08-806028-8 | ISBN 978-957-509-616-8 |
| 8    |            | 結合在一起的勇氣          | 人类的勇气         | 2003年4月4日  | 2003年11月1日 | ISBN 4-08-806030-X | ISBN 978-957-509-654-0 |
| 9    |            | 聖光——神聖之光            | 圣光 阿鲁夫斯      | 2003年11月4日 | 2004年4月1日  | ISBN 4-08-806032-6 | ISBN 978-957-509-744-8 |

## 代理漫画版
香港
- 正文社代理集英社漫画《數碼暴龍大冒險V暴龍師-01》[注 5]，連載於《Super CO-CO!》。[18]

台灣
- 青文出版社代理集英社漫画《數碼寶貝V訓練師01》，連載於《巨彈小子》。[1]

新加坡
- 創藝出版社代理集英社漫画《數碼寶貝V训练师01》，在新加坡和马来西亚发行简体中文版[注 19]。

## C'mon数码宝贝
《C'mon数码宝贝》，全称《C'mon数码宝贝：跃动的怪兽 巴恩》，数码宝贝系列最早的雏形漫画，由于当年数码兽的具体设定还未完善，本作兽设风格有别于正常兽设风格。“C'mon”意思为“Come on”。《赤丸Jump》于1997年夏号（1997年9月28日发售）刊载。全1话（单篇），收录于《數碼寶貝V訓練師01》单行本第2卷。原作为井泽寬，漫画为薮野展也，监修为WiZ。

### 剧情
加门健太郎在小时候，曾经被困在因随地乱丢烟头而形成的火场中，被自己家的宠物狗救出，但宠物狗却没能活下来，同时在左臂处留下了伤口。因为这段心结，健太郎对他人声称自己并不喜欢小动物，在班级风行数码怪兽的时候，他却对此表现出毫无兴趣。然而他的同学阿部诚却觉这样的健太郎不是真正的健太郎，建议他去养一只数码兽，最后诚用了一些小手段，让健太郎拥有了不行兽，并取名叫巴恩。这时候城崎电子工学研究所的继承人城崎慎一郎出现了，他拥有强大的死亡兽，以击败其他数码兽并销毁其携带机为乐，诚的暴龙兽（硬甲Ⅲ世）也未能逃脱。健太郎见此情况，决定帮助诚。经历了一场大战后，健太郎的不行兽（巴恩）终于打倒了死亡兽，同时也令他解开了心结，高高兴兴地饲养起数码兽。

### 登场角色

#### 驯兽师
加门健太郎（Kamon Kentarou）
本作主人公，阿部诚的同学。在其小时候，曾被困火场，被自己家的宠物狗救出，左臂处留下了伤口，因此戴上护臂遮住伤口，八神太一左腕的护腕灵感来源于此（但佩戴位置不同）。持有数码怪兽（Digital Monster），搭档数码兽是不行兽（巴恩），是只有十万分之一几率才能出现的无法进化的缺陷品，最终打倒了死亡兽。
城崎慎一郎（Jousaki Shinichirou）
城崎电子工学研究所的继承人，以击败其他数码兽并销毁其携带机为乐。持有数码怪兽（Digital Monster），搭档数码兽是死亡兽，为可变式数码兽，能通过其他数码兽数据改变形态，被健太郎的不行兽（巴恩）打倒。在《数码宝贝大冒险V驯兽师01》第1话客串参加了D-1大奖赛。
阿部诚（Abe Makoto）
加门健太郎的同学，为人友好，因为家里不允许养宠物，故非常热爱数码兽，其培育的数码兽是班级里最强的。持有数码怪兽（Digital Monster），搭档数码兽是暴龙兽（硬甲Ⅲ世），想将其培育进化成携带机隐藏角色机械暴龙兽（硬甲Ⅳ世），但被城崎慎一郎的死亡兽打倒并销毁。

#### 角色关系
| 驯兽师                         | 数码兽                                    | 数码兽                                                                                |
| ------------------------------ | ----------------------------------------- | ------------------------------------------------------------------------------------- |
| 加门健太郎 Kamon Kentarou      | 不行兽（巴恩） Damemon（BUN）             | 不行兽（巴恩） Damemon（BUN）                                                         |
| 城崎慎一郎 Jousaki Shinichirou | 死亡兽 Deathmon                           | 死亡飞龙兽 Death Airdramon                                                            |
| 城崎慎一郎 Jousaki Shinichirou | 死亡兽 Deathmon                           | 死亡恶魔兽 Death Devimon                                                              |
| 城崎慎一郎 Jousaki Shinichirou | 死亡兽 Deathmon                           | 死亡巨龙兽 Death Tyranomon                                                            |
| 城崎慎一郎 Jousaki Shinichirou | 死亡兽 Deathmon                           | 死亡机械暴龙兽 Death Metal Greymon                                                    |
| 城崎慎一郎 Jousaki Shinichirou | 死亡兽 Deathmon                           | 死亡火焰兽 Death Meramon                                                              |
| 阿部诚 Abe Makoto              | 暴龙兽（硬甲Ⅲ世） Greymon（Hard Armor Ⅲ） | 机械暴龙兽（硬甲Ⅳ世） Metal Greymon（Hard Armor Ⅳ） （未达成的培育进化目标·隐藏角色） |

### 本话列表
| 作品名        | 日文标题 | 英文标题                 | 中文标题        | 赤丸Jump连载时间 | 赤丸Jump刊号 | 收录                   |
| ------------- | -------- | ------------------------ | --------------- | ---------------- | ------------ | ---------------------- |
| C'mon数码宝贝 |          | The capering monster BUN | 跃动的怪兽 巴恩 | 1997年9月28日    | 1997年夏号   | 《V驯兽师01》（第2卷） |

### 代理漫画版
香港
- 正文社代理集英社漫画《C'mon數碼暴龍》，收录于《數碼暴龍大冒險V暴龍師-01》[注 5]单行本第3卷。[18]

台灣
- 青文出版社代理集英社漫画《C'mon數碼寶貝》，收录于《數碼寶貝V訓練師01》单行本第2卷。[1]

新加坡
- 創藝出版社代理集英社漫画《C'mon數碼寶貝》，在新加坡和马来西亚发行简体中文版（标题为繁体中文），收录于《數碼寶貝V訓練師01》单行本第2卷。

## 注解
1. 单行本全11卷（正文社单行本）和《Super CO-CO!》连载版第7-59话。
2. 单行本第1卷（正文社售前宣传广告）和《Super CO-CO!》连载版第1-6话。
3. 正文社相关宣传广告
4. ↑  1999年12月10日《e-Jump》、2001年1月15日《VJump特别编辑增刊 数码兽完整版指南》、2001年12月14日《WonderSwan彻底攻略 VJump特别编辑游戏增刊》、2002年7月19日《VJump超特大号附录②》刊载了本作的特别篇。
5. 1 2 3 4  经正文社重新编排，香港版《數碼暴龍大冒險V暴龍師-01》全11卷、正篇59话，但漫画内容与日本原版（全9卷、正篇58话）基本无增减。
6. 1 2 3  仅收录于《數碼寶貝V訓練師01》电子书版第9卷，无实体单行本。
7. 1 2 3 4  全1话，未发行单行本，收录于《數碼寶貝V訓練師01》单行本第2卷。
8. 1 2  本作的主人公八神太一（通称“漫画版太一”）与动画《数码兽大冒险》中的主人公八神太一同姓同名且设定也相同，不过两者是处于不同世界（平行世界）的同一人物。原因是漫画版与动画版开始时期一致，集英社的薮野展也与东映动画的中鹤胜祥共同进行角色设计（但就中鹤胜祥自己的说法，动画版太一只是将薮野展也的设计按动画版风格自己重新画过而已，因此八神太一其实是漫画家薮野展也设计的人物）。虽然当初两作品预定要进行一定整合，但经历不明而导致整合无法顺利展开，动画续作《数码兽大冒险02》的主人公本宫大辅登场后描绘的番外篇中，打出把两个世界作为平行世界的大胆解决方案。此后，与WS游戏“秋山辽V.S.千年兽系列”的主人公秋山辽、动画《数码兽最前线》的主人公神原拓也以及动画《数码兽大冒险》重启作品《数码兽大冒险：》的主人公八神太一均共同战斗过。
9. ↑  关于V龙兽（斯路玛鲁）的成长期是否为亚古兽，漫画家薮野展也在X（前Twitter）上进行解释：「因为没有详细的描写，原作的井泽宽老师可能考虑了别的设定，但是在第2话中看到亚古兽的时候有一句台词是『那时你也是啊……』，所以我认为是亚古兽。」
10. 1 2  动画《数码兽大冒险02》的主人公
11. 1 2  动画《数码兽最前线》的主人公
12. ↑  WS游戏《数码兽大冒险：阳极驯兽师》《数码兽大冒险：阴极驯兽师》《数码兽大冒险02：组合驯兽师》《数码兽大冒险02：D-1驯兽师》《数码兽驯兽师：勇敢的驯兽师》男一号，TV动画《数码兽驯兽师》和剧场版《数码兽驯兽师 暴走特急》男三号，漫画《数码兽大冒险V驯兽师01》、剧场版《数码兽大冒险 我们的战争游戏！》、TV动画《数码兽大冒险02》《数码兽合体战争 ～穿越时空的少年猎人们～》、剧场版《数码兽大冒险tri. 第6章 我们的未来》客串角色，穿越不同的时空和宿敌千年兽进行宿命的对决。曾解救动画版太一等人、曾和一乘寺贤是朋友搭档、曾和松田启人等人并肩作战、曾和动画前三部主役数码兽搭档、曾和漫画版太一决斗、曾协助过明石激和工藤大器等人。
13. 1 2  动画《数码兽大冒险》重启作品《数码兽大冒险：》的主人公，角色设计同时基于原作动画《数码兽大冒险》主人公八神太一以及本作漫画主人公八神太一。
14. ↑  Jogress（合步）是由Joint（联合）及Progress（进步、发展）构成的合成词，又称「联展」。最初设定上数码兽之间合体，向上进化一个等级的技术称为「合步」，而等级没有变化则称为「合体」。但在液晶玩具数码兽摇摆机中将两种情况均称为「合步」，因此后来得到统一。成熟期以上的数码兽，可以以成熟期＋成熟期、成熟期＋完全体、完全体＋完全体、究极体＋究极体等形式完成合步。不是任何数码兽都能进行合步，数码兽之间还存在相性等因素。其中究极体之间的合步，更是仅限屈指可数的数码兽使用。而最近三体以上数码兽同时合步的技术也出现了。另外，合步后的数码兽不以「合步体」等称呼，以普通的等级名称呼。不过仅限究极体，有时也被称为「合体究极体」。
15. ↑  漫画《C'mon數碼兽》的主要角色
16. ↑  杂志全名：《VJump特别编辑增刊 万代&东映动画官方认证 數碼兽完整版指南》（Vジャンプ特別編集増刊 バンダイ＆東映アニメーション公認 デジモン コンプリートガイド）
17. ↑  杂志全名：《BANDAI＆SQUARE官方认证 WonderSwan彻底攻略 VJump特别编辑游戏增刊》（BANDAI＆SQUARE公認 ワンダースワン徹底攻略 Vジャンプ特別編集GAME増刊）
18. ↑  稱號上是歷代最多的，“第九位被選召的孩子”、“1999年最後的被選召的孩子”、“特異的驯兽师”、“D-1驯兽师”、“勇敢的驯兽师”、“流浪的驯兽师”、“最强的驯兽师”、“傳說中的驯兽师”等。
19. ↑  封面主标题「數碼寶貝」为繁体中文，副标题「V训练师01」为简体中文。